# Forteresse d'Archas
La forteresse d'Archas est une fortification en Terre sainte du temps des croisés et de l'ordre de Saint-Jean de Jérusalem. Elle se trouvait dans le comté de Tripoli.
La place est stratégique car elle permet de contrôler les routes menant de Tripoli vers Tartous et Homs.

## Histoire
Pline l'Ancien cite Arca avec les villes de la Décapole, mais il n'en fait pas une d'entre elles. Arca (Arca Cæsarea) a été le lieu de naissance de l'empereur romain Sévère Alexandre en 208.
C'est pendant la première croisade (1096-1099) que le site prend de l'importance. Après le siège d'Antioche, l'armée franque est en marche vers le sud. Une partie des troupes arrive le 12 février 1099 devant Archas. En dépit de la bienveillance des gouverneurs arabes de Tripoli, elle s'y trouvera bloquée par la résistance des musulmans installés dans la forteresse. Raymond de Saint Gilles y perdra le 26 février 1099, Anselme de Ribemont comte d'Ostrevent, ambassadeur des Francs auprès de l'empereur grec, Alexis Comnène, ainsi que Pons de Balazuc. Ne parvenant à la prendre, il lève le siège au bout de trois mois et poursuit vers Jérusalem. Ce n'est qu'en 1108, que son cousin Guillaume Jourdain, comte de Cerdagne prend la ville après trois semaines de siège.
En 1167, Nur ad-Din, profite de la captivité du comte de Tripoli Raymond III pour essayer de prendre Archas. Le roi de Jérusalem Amaury Ier fait don d'Achas aux Hospitaliers. Raymond de Tripoli, rendu à la liberté grâce aux interventions hospitalières, confirmera la donation. En 1171, l'atabeg de Mossoul revient à nouveau assiéger la forteresse qui résiste.
Les Hospitaliers entretiennent et renforcent la forteresse qui domine la ville. Ils en seront maîtres pendant plus de 130 ans. La citadelle d'Archas est prise aux Hospitaliers au moment de l'effondrement du comté de Tripoli en 1266 par Baybars.

## Sources
- Georges Pillement, Liban, Syrie et Chypre inconnus, Albin Michel, coll. « Les guides Pillement », 1971
- Pline l'Ancien, Histoire naturelle [détail des éditions] [lire en ligne], V, §XVI. (XVIII)